# 彩榮路公園

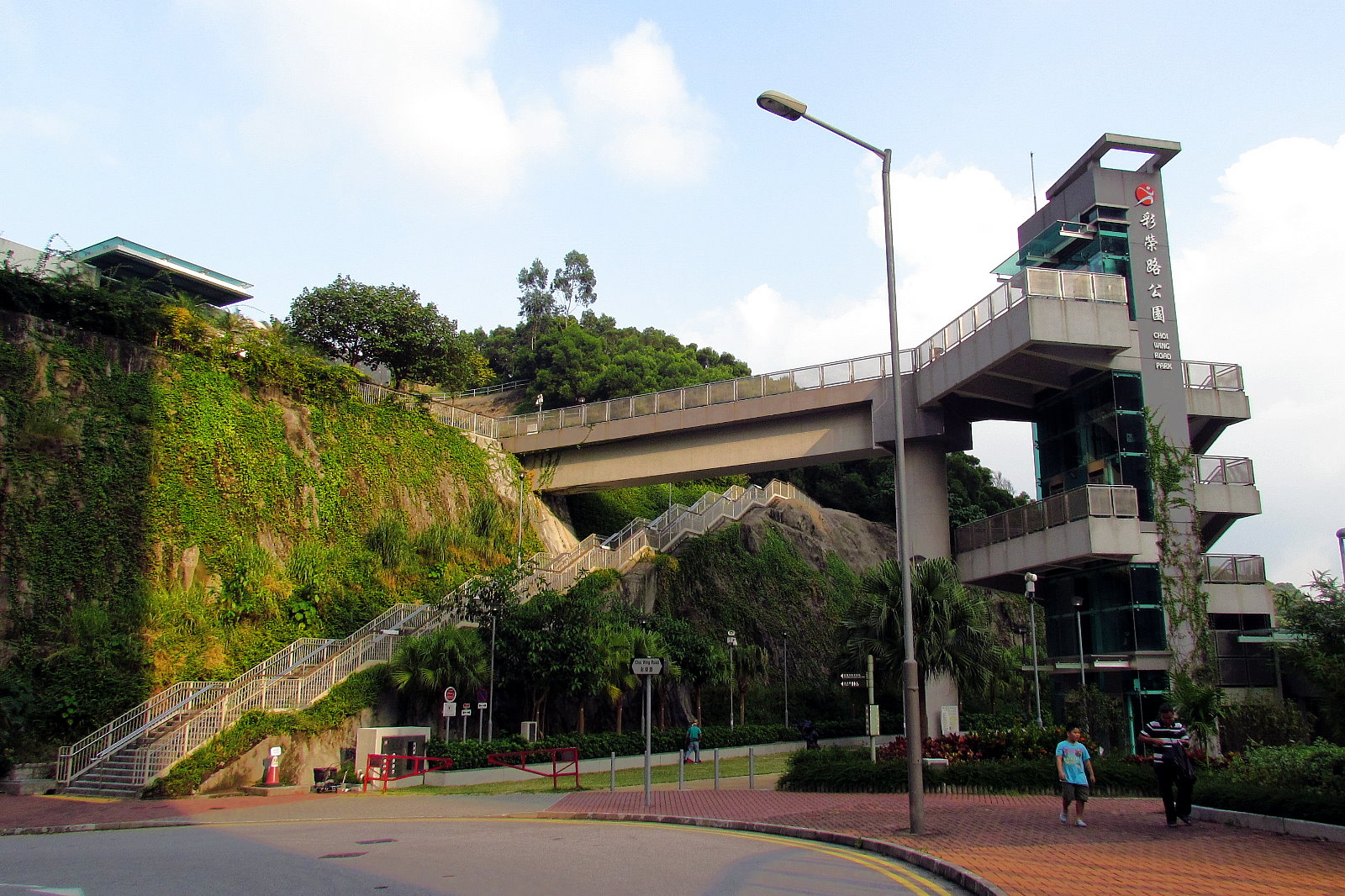
彩榮路公園入口

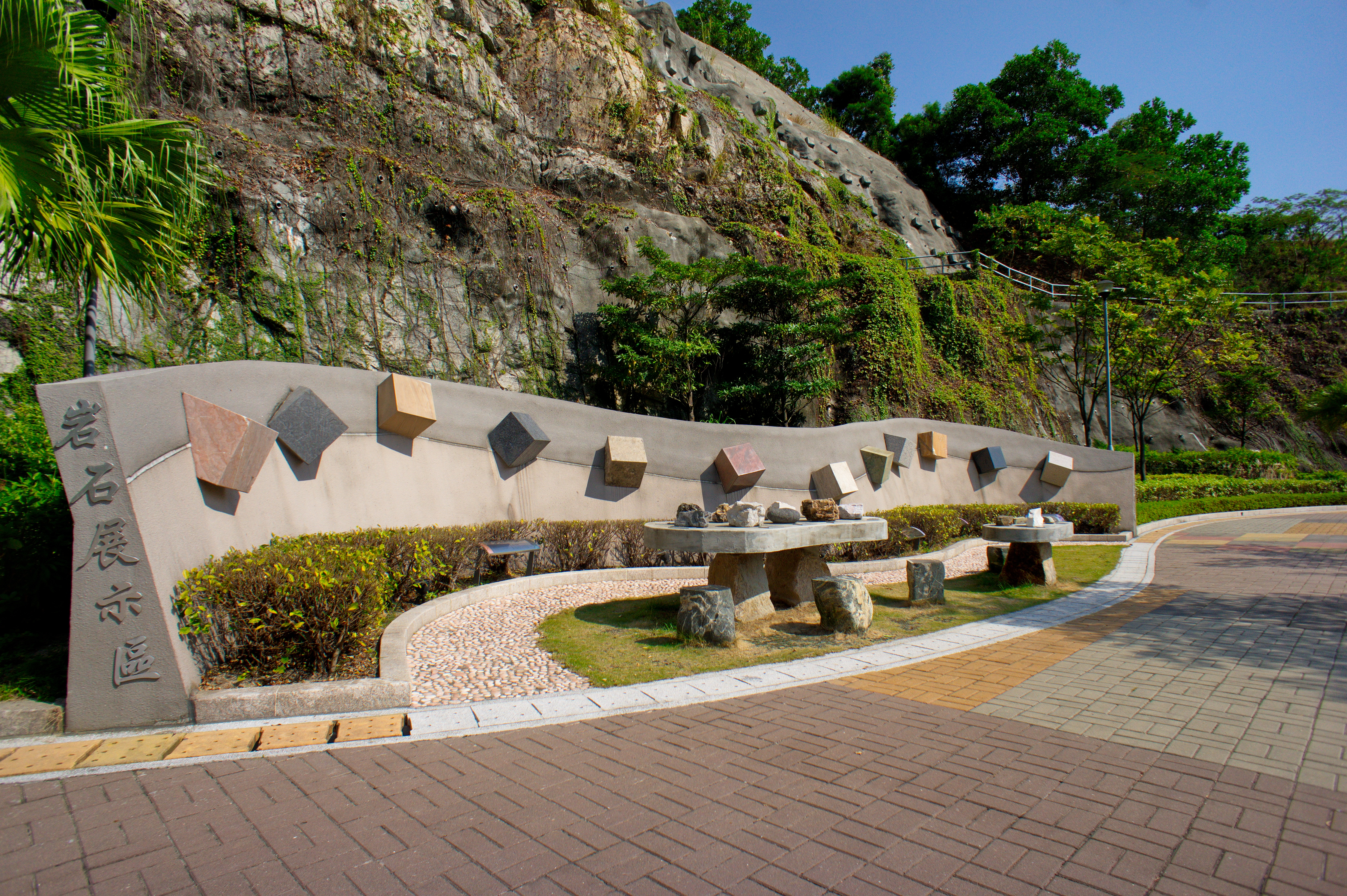
岩石展示區

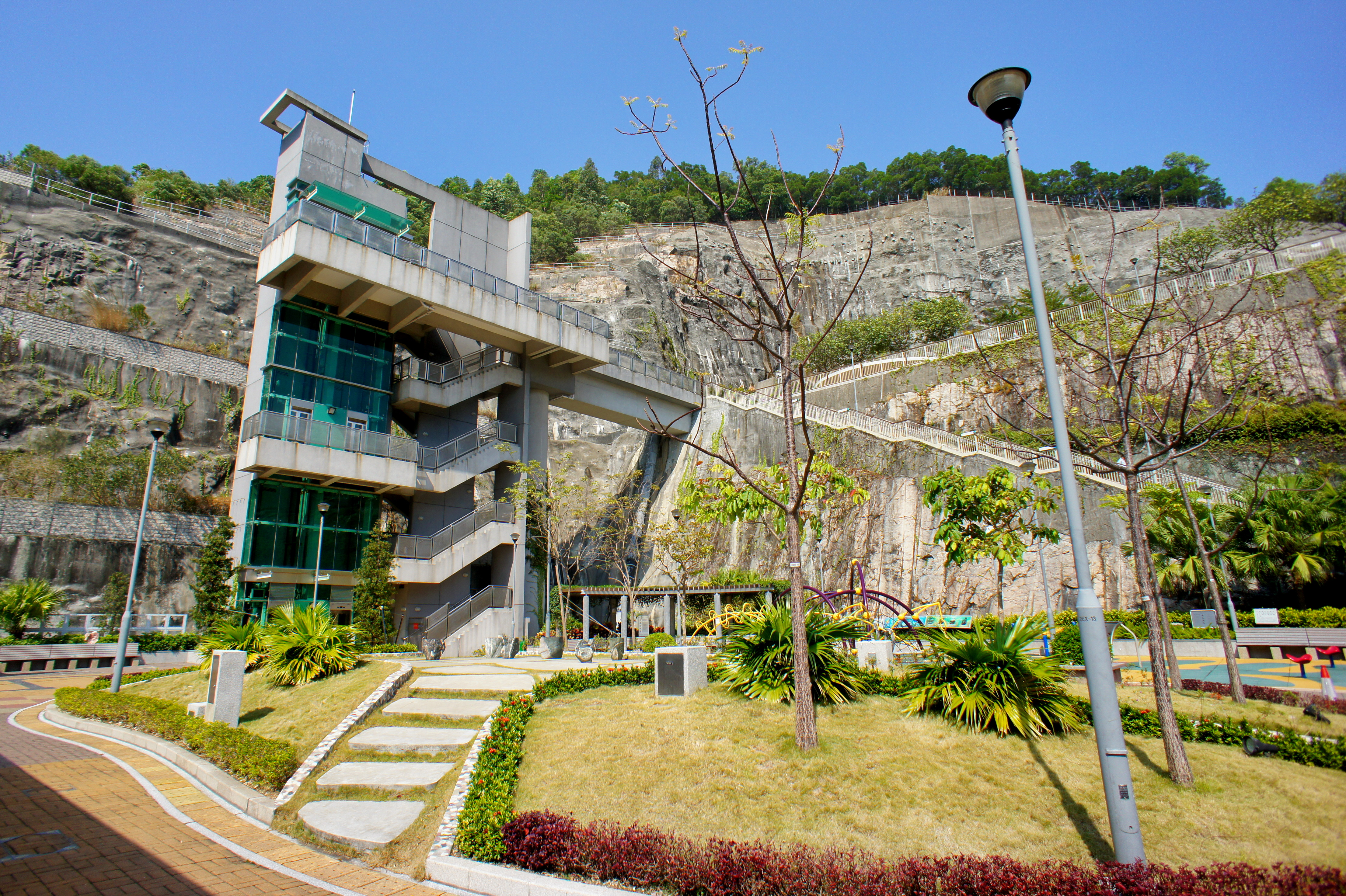
公園内的升降機

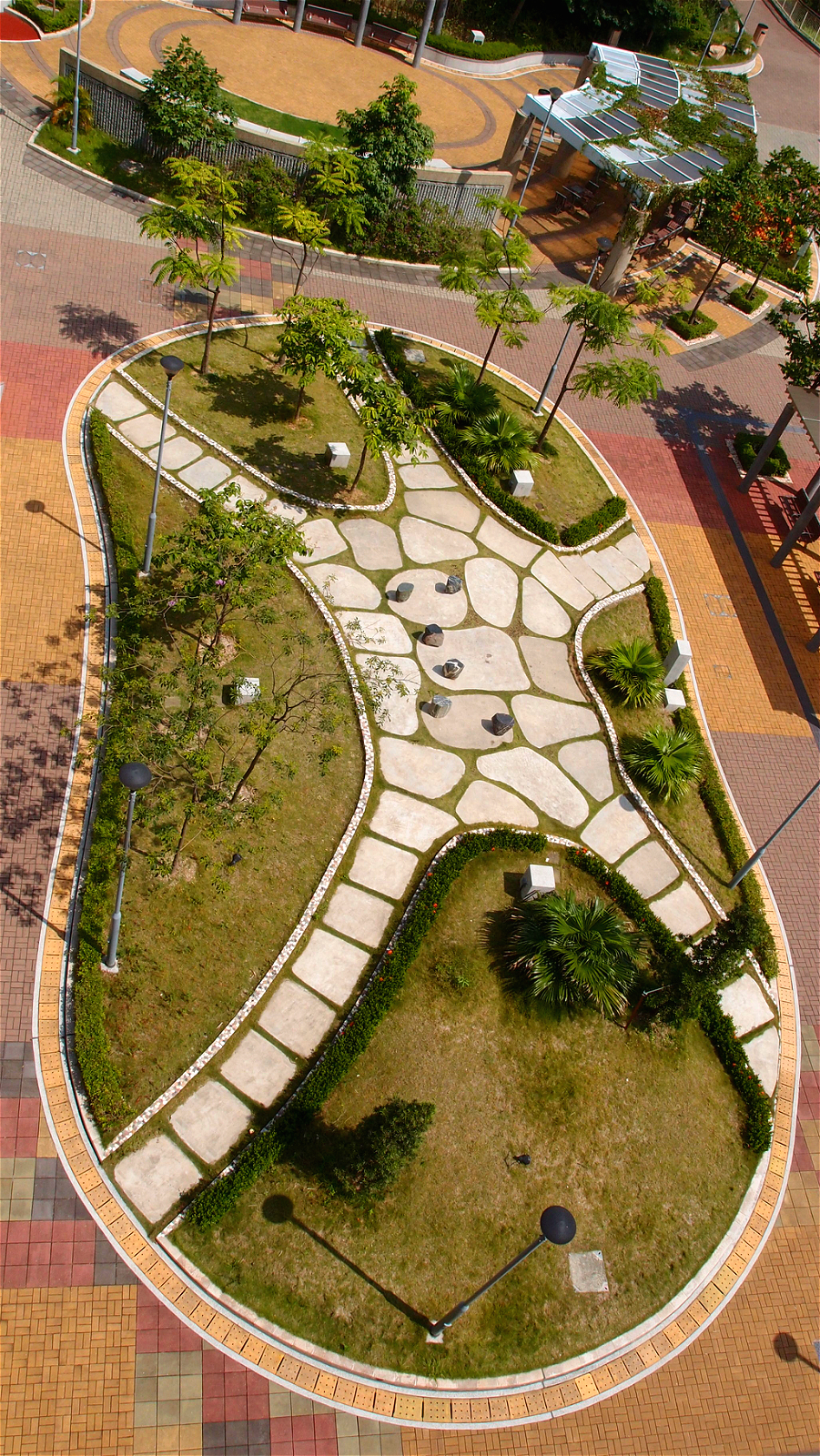
遊樂場設施，攝於升降機頂樓

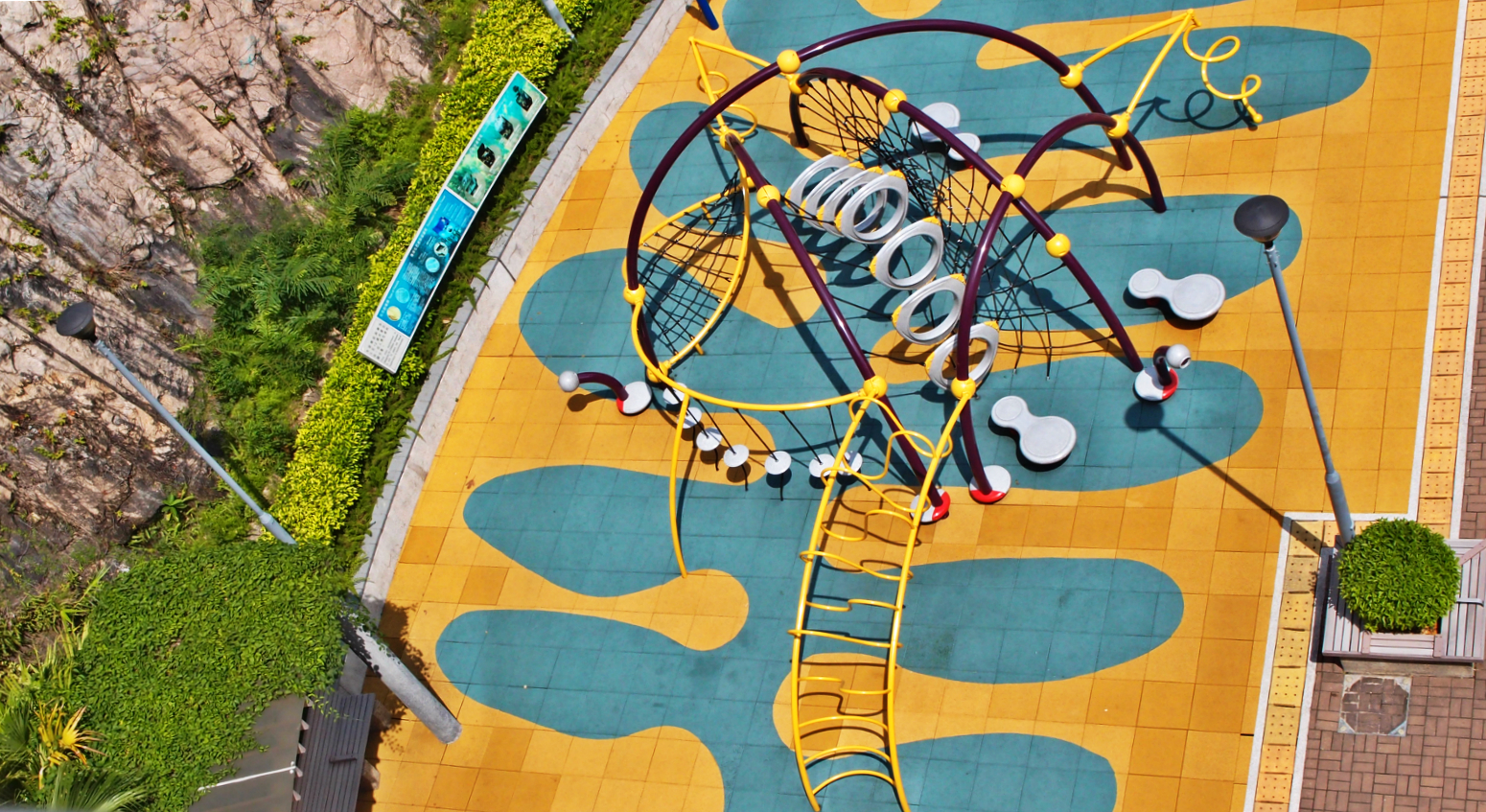
遊樂場設施，攝於升降機頂樓

彩榮路公園（英語：Choi Wing Road Park）是香港觀塘區的一個露天公園，在平山彩福邨對開山上，彩榮路盡頭，地址為彩榮路 88 號。公園於2010年落成，是香港康樂及文化事務署管理的公園。公園內設有岩石展示區及化石形石的介紹。

## 歷史
2001年，香港政府決定將位於九龍觀塘區平山已經停止運作26年的平山石礦場與周邊山地（包括公園所在的另一個無名礦場地段），發展彩雲道及佐敦谷毗鄰的發展計劃，興建公共屋邨為彩盈邨、彩德邨及彩福邨，3條公共屋邨於2021年全部竣工。同時開闢綠化地帶而於彩榮路盡頭興建彩榮路公園。

## 設施
- 洗手間
- 飲水機
- 兒童遊樂場
- 卵石路
- 涼亭
- 長者健體園地
- 岩石展示區
- 太極園

## 禁煙安排
彩榮路公園全面禁煙，不設吸煙區。

## 鄰近
- 彩福邨
- 彩榮路體育館